# Immortal Technique
Felipe Andrés Coronel (Lima, 19 de febrero de 1978), más conocido por su nombre artístico Immortal Technique es un rapero, cantante y activista peruano nacionalizado estadounidense.

## Biografía
Nacido en Lima, capital de Perú, su familia emigró a Estados Unidos huyendo del conflicto armado en el país en 1980 y se estableció en el barrio de Harlem, en Nueva York. Asistió a clases en la Escuela Secundaria Hunter College en Manhattan, y en la Universidad de Pensilvania, donde tras unas peleas fue arrestado y encarcelado durante un año. Tras su salida de la cárcel en 1999, estudió en el Colegio Baruch y comenzó a vender y a hacer música Rap en Nueva York y en 2001 publicó su primer álbum. Saltó a la fama con su canción "Dance with the Devil". Su música se considera de protesta política, religiosa y sobre temas medioambientales, entre otros.
Se asoció con la organización de derechos humanos sin ánimo de lucro Omeid International para construir un orfanato en Kabul (Afganistán) en 2008, a donde viajó en 2010. Realiza conciertos y actividades por causas sociales. Participó en las protestas por la muerte de George Floyd en 2020.

## Discografía

### Álbumes de Estudio
- Revolutionary Vol. 1 (2001)
- Revolutionary Vol. 2 (2003)

### Mixtapes
- Black Cargo (2005)
- The 3rd World (2008)

### Álbumes Recopilatorios
- The Martyr (2011)

### Misc.
- Behind the Bars (Instrumentals) (2006)